# Midekamicin
Midekamicin je antibiotik iz skupine makrolidov. Izolira se iz bakterije Streptomyces mycarofaciens, slednja spada v družino Streptomycetaceae, ki je bila uporabljena kot vir številnih antibiotikov. V Sloveniji je s to učinkovino na trgu na voljo zdravilo Macropen podjetja Krka.